# George Dowty
Sir George Dowty (* 27. März 1901 in Pershore; † 2. Dezember 1975) war ein britischer Industrieller und Erfinder.
Bereits früh traf Dowty ein Schicksalsschlag, als er mit 12 Jahren ein Auge verlor. Er ging auf die Royal Grammar School Worcester, die er 1916 verließ, um eine Ausbildung in einer Fabrik in Worcester zu beginnen. Er konnte sich trotz seines Handicaps gut behaupten und ging für die Firma, die ihn ausbildete, als Konstrukteur nach Cheltenham. Er arbeitete dann für Gloster und entwickelte die Gloster Gladiator. 1935 machte er sich mit einer Firma für die Produktion von Luftfahrtzubehör selbständig. Er erfand (neben vielen anderen Dingen) das Federbein mit inliegender Schraubenfeder. Der erste Auftrag für solche Federbeine wurde von Kawasaki erteilt. 1939 nannte sich das Unternehmen Dowty Aviation und lieferte neben Fahrgestellen auch die Hydraulikanlage für die meisten britischen Flugzeuge. Zum Lieferprogramm gehörten auch Propeller. Bereits Ende der 1930er Jahre hatte Dowty Kontakt zu George Messier, der nach Lizenzpartnern im Vereinigten Königreich suchte. ist heute ein Teil des Unternehmens Safran.
1941 versuchte Dowty in den USA erfolglos, ein Patent für eine hydraulische Federung zu erhalten, die auf der Kompressibilität von Flüssigkeiten beruhte.
Am 10. Juli 1955 wurde er zum Knight Bachelor geschlagen. 1961 wurde er Präsident der Worcester Old Elizabethans' Association, außerdem wurde er Präsident der Royal Aeronautical Society.
Dowty war mit Marguerite Lockie verheiratet. Er hatte zwei Kinder, Virginia und Georg.